# Super Mario Bros.: Peach-Hime Kyushutsu Dai Sakusen!
Super Mario Bros.: Peach-Hime Kyushutsu Dai Sakusen! (スーパーマリオブラザーズ ピーチ姫救出大作戦!, Sūpā Mario Burazāzu.: Pīchi-Hime Kyushutsu Dai Sakusen!, traduzido literalmente para o português como "Super Mario Bros.: Grande Missão para Salvar Princesa Peach!") é um filme de longa-metragem japonês em animê, que estreou nos cinemas do Japão em 20 de julho de 1986, e mais tarde foi lançado apenas em VHS. Dirigido por Masami Hata e produzido por Masakatsu Suzuki e Tsunemasa Hatano, a trama gira em torno de Mario e Luigi, que buscam salvar a Princesa Peach do Rei Koopa, após ela escapar de seu videogame. É notável por ser o primeiro filme baseado em um videogame, antecedendo o filme live-action de ação Super Mario Bros. em sete anos.
É levemente baseado nos jogos Super Mario Bros. e Super Mario Bros.: The Lost Levels para o Famicom/Nintendo Entertainment System.[carece de fontes?] Também foi lançado outro anime chamado Super Mario OVA.

## Produção
Em 1986, Mario já era popular no Japão, então a Grouper Productions colaborou com a Nintendo para produzir um filme de Mario. Para divulgar o anime, eles lançaram cartões telefônicos de Mario, relógios, potes de arroz, macarrão ramen, um mangá, um livro de arte, três livros de enigmas, um livro de figuras e uma trilha sonora de edição limitada, a última tendo apenas cinquenta exemplares produzidos. Em 20 de julho de 1986, o anime foi lançado nos cinemas de todo o Japão. Posteriormente, a VAP Video lançou o filme em fitas VHS e Betamax no Japão. Não houve lançamentos internacionais e nem lançamentos de DVD. O filme também não foi dublado em nenhum outro idioma.

## Elenco
| Personagem                              | Dublador japonês |
| --------------------------------------- | ---------------- |
| Mário                                   | Toru Furuya      |
| Luigi                                   | Yū Mizushima     |
| Princesa Peach                          | Mami Yamase      |
| Koopa                                   | Akiko Wada       |
| Prince Haru                             | Kikuchi Masami   |
| Jugem (Lakitu) / Miss Endless           | Junko Hori       |
| Hammer Bros.                            | Keaton Yamada    |
| Kibidango                               | Shigeru Chiba    |
| Kinopio (Toad) A                        | Yuriko Yamamoto  |
| Kinopio (Toad) B                        | Hiroko Emori     |
| Kuribō (Goomba) A                       | Hiroko Maruyama  |
| Kuribō (Goomba) B                       | Komiya Kazue     |
| Patapata (Paratroopa pai)               | Reiko Nakano     |
| Patapata no Kodomo (Paratroopa criança) | Hiromi Ōnishi    |
| Patapata no Kodomo (Paratroopa criança) | Chiemi Matsumoto |
| Patapata no Kodomo (Paratroopa criança) | Maki Itō         |
| Nokonoko (Koopa Troopa) A               | Tetsuo Mizutori  |
| Nokonoko (Koopa Troopa) B               | Masaharu Satō    |
| Padre                                   | Jōji Yanami      |